# LAYN
LAYN (англ. Layilin) – білок, який кодується однойменним геном, розташованим у людей на короткому плечі 11-ї хромосоми. Довжина поліпептидного ланцюга білка становить 382 амінокислот, а молекулярна маса — 43 108.
| 10         |  | 20         |  | 30         |  | 40         |  | 50         |
| ---------- |  | ---------- |  | ---------- |  | ---------- |  | ---------- |
| MRPGTALQAV |  | LLAVLLVGLR |  | AATGRLLSAS |  | DLDLRGGQPV |  | CRGGTQRPCY |
| KVIYFHDTSR |  | RLNFEEAKEA |  | CRRDGGQLVS |  | IESEDEQKLI |  | EKFIENLLPS |
| DGDFWIGLRR |  | REEKQSNSTA |  | CQDLYAWTDG |  | SISQFRNWYV |  | DEPSCGSEVC |
| VVMYHQPSAP |  | AGIGGPYMFQ |  | WNDDRCNMKN |  | NFICKYSDEK |  | PAVPSREAEG |
| EETELTTPVL |  | PEETQEEDAK |  | KTFKESREAA |  | LNLAYILIPS |  | IPLLLLLVVT |
| TVVCWVWICR |  | KRKREQPDPS |  | TKKQHTIWPS |  | PHQGNSPDLE |  | VYNVIRKQSE |
| ADLAETRPDL |  | KNISFRVCSG |  | EATPDDMSCD |  | YDNMAVNPSE |  | SGFVTLVSVE |
| SGFVTNDIYE |  | FSPDQMGRSK |  | ESGWVENEIY |  | GY         |  |            |

A: Аланін

C: Цистеїн

D: Аспарагінова кислота

E: Глутамінова кислота

F: Фенілаланін

G: Гліцин

H: Гістидин

I: Ізолейцин

K: Лізин

L: Лейцин

M: Метіонін

N: Аспарагін

P: Пролін

Q: Глутамін

R: Аргінін

S: Серин

T: Треонін

V: Валін

W: Триптофан

Кодований геном білок за функцією належить до фосфопротеїнів. 
Задіяний у такому біологічному процесі, як альтернативний сплайсинг. 
Білок має сайт для зв'язування з лектинами. 
Локалізований у мембрані.